# 金魚の昼寝
「金魚の昼寝」（きんぎょのひるね）は、鹿島鳴秋作詞、弘田龍太郎作曲の童謡。

## 録音した歌手
- 野田恵里子、森の木児童合唱団